# Malšovice (Hradec Králové)
Malšovice (německy Malschowitz) jsou místní částí (a současně katastrálním územím s názvem Malšovice u Hradce Králové) statutárního města Hradec Králové, nachází se na jihovýchod od centra města. Na severu je tato čtvrť ohraničena tokem řeky Orlice, na jihovýchodě se od Malšovic táhne mohutný lesní celek, jeden z největších ve východních Čechách, který téměř bez přerušení dosahuje až k Chocni a Kostelci nad Orlicí.
Působí zde komise místní samosprávy Malšovice, jejíž územní působnost je ale rozsáhlejší, zasahuje také do sousední části Nový Hradec Králové (jedná se o ZSJ Malšovice-jih, Malšovice-u kolejí, Na kotli, Na Brně, Na Plachtě, Plachta a část ZSJ Novohradecké lesy), naproti tomu část Malšovic uvnitř městského okruhu spadá pod komisi Střed města.

## Historie

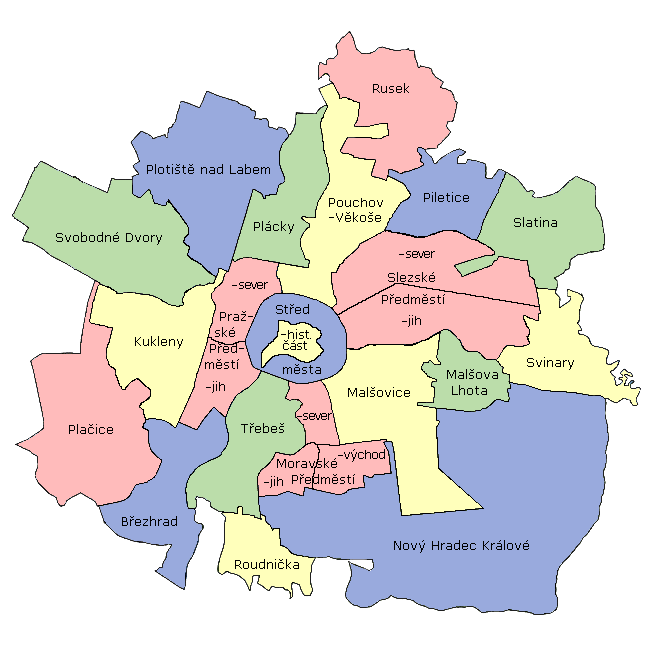
Územní působnost komise místní samosprávy Malšovice v rámci města

Na dnešním území místní části Malšovice se historicky nacházely tři původně oddělené osady. Nejstarší z nich je Náhon, historicky doložený již k roku 1496. Tato osada vznikla podél cesty vedoucí od města na jihovýchod až východ, k lesu, v dostatečné vzdálenosti od toku a ramen v těch dobách hojně se rozlévající řeky Orlice. Vzdálenost od historického města hradeckého byla přibližně dva kilometry. V dnešním místopisu se původní název zachoval, poloha původní osady je kolem současných ulic Náhon a Na Hrázce na jihovýchodě Malšovic.
Druhou původní osadou je Zámostí, to leží na severovýchodě současných Malšovic o cca 800 metrů blíže k centru města. První zmínky o Zámostí jsou z roku 1509.
Osada s historickým názvem Malšovice vznikla jako poslední, první záznamy jsou z roku 1654 a to na východ od Zámostí a na sever od Náhonu při cestě z Hradce Králové na východ do Svinar. Na severu tehdejší Malšovice přímo sousedily s rameny řeky Orlice, vznikl zde i mlýn. Dnes lze toto místo najít kolem ulic Přímská a U Pastvišť. V 19. století již figurovaly Náhon a Zámostí jako osady malšovické obce. V roce 1927 pak došlo k definitivnímu sloučení všech tří osad pod jednotným jménem Malšovice.
V roce 1942, tedy za německé okupace, došlo k vytvoření tzv. Velkého Hradce Králové. Tato expanze městských hranic zahrnula tehdy samostatné okolní obce, mj. Pražské Předměstí, Plotiště, Svobodné Dvory, Nový Hradec Králové, Malšovice, Slezské Předměstí, Kukleny, Třebeš a Pouchov pod správu města. Malšovice se tedy od roku 1942 staly integrální součástí města Hradec Králové.
Kostel v Malšovicích nikdy nebyl, věřící docházeli do města anebo na Nový Hradec Králové. První školou v Malšovicích byla v roce 1905 založená a postavená škola v nynější Úprkově ulici. Původně pouze dvoutřídka, v roce 1908 již měla třídy čtyři, druhý stupeň, tj. 5. až 8. třída ZŠ, zde vznikl až v roce 1985 v nově přistavěné budově. Druhá škola na území Malšovic, ZŠ Štefcova, byla otevřena v roce 1973 především pro pokrytí potřeb nových obyvatel Malšovic a Moravského Předměstí, od poloviny 60. let zde došlo k velké bytové výstavbě. Tato škola se od počátku specializovala na sport, původně měla hokejové třídy, kterými prošla i řada pozdějších úspěšných reprezentantů, později se škola zaměřila na lehkou atletiku – u školy je atletický a sportovní areál.

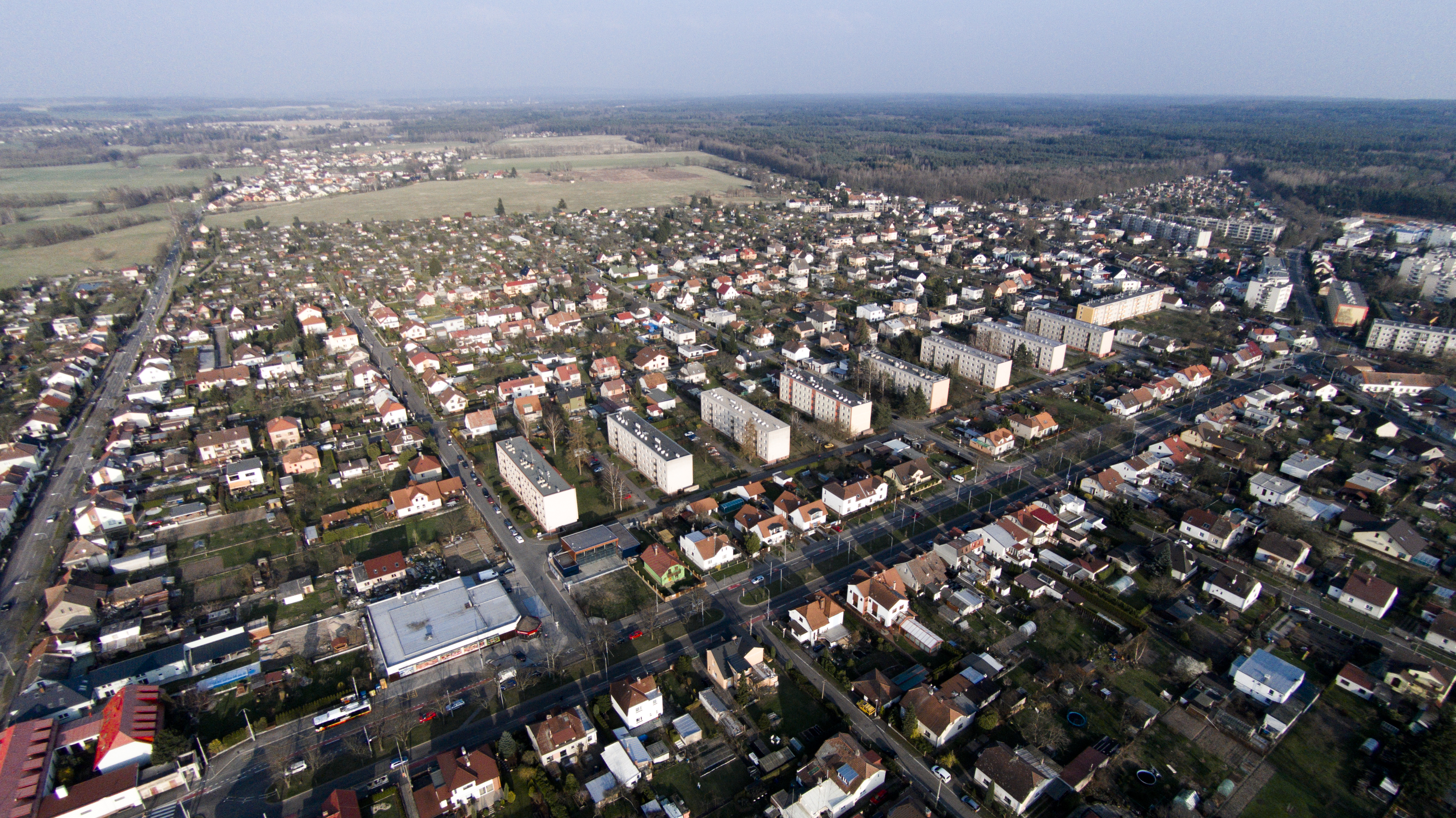
Letecký snímek Malšovic

Malšovice lze charakterizovat jako klidnější hradeckou čtvrť, převládají zde rodinné domy, zbytek zástavby je tvořen bytovými domy většinou do pěti nadzemních podlaží. Územní stavební rozvoj této městské čtvrti je takřka ukončen, v době od cca roku 2006 probíhá nová větší bytová zástavba pouze v jižním směru v lokalitě Na Plachtě / Plachta v Novém Hradci Králové. Na rozhraní katastrů Malšovic a Nového Hradce Králové se nachází budova územního (okresního) odboru krajského ředitelství Policie ČR, kde je umístěno i třetí městské obvodní oddělení. Ve východní části Malšovic se pak nacházejí dvě rozsáhlé zahrádkářské osady. Vzhledem k sousedství s lesem jsou Malšovice vyhledávaným startovacím místem pro výlety obyvatel krajské metropole, začínají zde turistické a cyklistické trasy. V lese cca 2 km od Malšovic se nachází jeden z městských hřbitovů, tzv. Lesní hřbitov.
S růstem velikosti a počtu obyvatel Hradce Králové došlo od 60. let 20. století k výstavbě několika sportovišť, tenisového areálu na severu Malšovic (LTC Hradec Králové) a těsně za vnějším městským okruhem směrem k centru i fotbalového areálu se Všesportovním stadionem (kdysi kapacita přes 30 tisíc diváků, dějiště řady atletických závodů, místo několika finišů Závodu míru atd., do roku domovský fotbalový klub FC Hradec Králové). Stadion sám se sice nalézal na území místní části Malšovice a byl obyvateli města vnímán jako malšovická dominanta, ale patřil do centra města, které spravovala komise místní samosprávy Střed města. V letech 2017–2021 byl stadion demontován a na jeho místě začala výstavba nového stadionu Malšovická aréna.
Hranice dosahu komise místní správy Malšovice tvoří velké čtyřproudové dopravní tepny, Brněnská třída na západě a Gočárův (vnější městský) okruh na severozápadě. Veškeré komunikace v Malšovicích samotných jsou pak maximálně dvouproudové. Městská hromadná doprava obsluhuje Malšovice trolejbusovou linkou č. 7, denními linkami autobusů č. 8, 9, 25 a noční linkou č. 51.

## Přírodní poměry
Čtvrť stojí v Orlické tabuli. Severně od ní protéká řeka Orlice, jejíž tok s přilehlými pozemky zde jsou součástí přírodní památky Orlice.